# Franciszek III Bretoński
Franciszek III de Valois (ur. 28 lutego 1518 w Amboise, zm. 10 sierpnia 1536 w Lyonie) – delfin Francji i książę Bretanii, najstarszy syn króla Francji Franciszka I i Klaudii, córki króla Francji Ludwika XII.
Po narodzinach syna król Franciszek powiedział, że jest on pięknym delfinem, który będzie najpiękniejszym dzieckiem jakie można sobie wyobrazić. Królowa Klaudia powiedziała natomiast: Przekażcie królowi, że jest on (tzn. delfin) piękniejszy niż on sam. Chrzest dziecka, które w chwili urodzin otrzymało tytuł delfina Francji, odbył się 25 kwietnia 1519 r. na zamku Amboise. Dekoracje na te uroczystości zaprojektował specjalnie sprowadzony na tę okazję Leonardo da Vinci.
Franciszek wcześnie stracił matkę. Zmarła ona już w 1524 r., kiedy jej najstarszy syn miał 6 lat. Franciszek odziedziczył wówczas po matce tytuł księcia Bretanii. 14 sierpnia 1532 r. w Rennes został oficjalnie koronowany na księcia Bretanii.
Rok po śmierci Klaudii król Franciszek I przegrał bitwę pod Pawią z wojskami cesarza rzymskiego i króla Hiszpanii Karola V Habsburga. Przez rok był więziony w Madrycie. W 1526 r. odzyskał wolność po podpisaniu korzystnego dla cesarza traktatu. Aby zabezpieczyć wykonanie jego postanowień, Karol zażądał od Franciszka I wydania mu dwóch najstarszych synów króla Francji - Franciszka i jego młodszego brata Henryka.

Herb Franciszka jako delfina Francji i księcia Bretanii

15 marca 1526 r. na granicy francusko-hiszpańskiej nastąpiło przekazanie zakładników. Franciszek z bratem przebywali na madryckim dworze przez następne trzy lata. Od tamtej pory Franciszek zwykł ubierać się w czarne stroje, podobnie jak Hiszpanie.
Jako najstarszy syn króla Francji Franciszek był obiektem wielu planów matrymonialnych. 22 grudnia 1518 r. w Bastylii urządzono bankiet na cześć angielskiej misji dyplomatycznej, która przybyła omówić szczegóły ślubu Franciszka z dwa lata starszą od niego Marią, przyszłą królową Marią. Wśród zgromadzonych na tej uroczystości była przyszła królowa Anglii Anna Boleyn, która w tym czasie była tłumaczką jego matki, królowej Klaudii. Wkrótce jednak zaręczyny zostały zerwane.
Mimo iż Franciszek nie żył długo (18 lat), zdążył mieć już kochankę, zwaną madame d'Estranges.
Delfin zmarł nagle 10 sierpnia 1536 r. w wieku 18 lat, bezpotomnie. Okoliczności jego śmierci są dość tajemnicze i nie brak było osób, które podejrzewały otrucie. Po rozegraniu partii tenisa Franciszek poprosił o kubek wody. Podał mu go jego sekretarz, hrabia Montecuccoli. Po wypiciu kubka Franciszek poczuł się źle i zmarł kilka dni później. Montecuccoliego (który przybył do Francji razem z Katarzyną Medycejską, żoną księcia Henryka) oskarżono, że zamordował delfina na polecenie cesarza. W mieszkaniu hrabiego znaleziono liczne książki o truciznach. Wzięty na tortury Montecuccoli przyznał się do zamordowania delfina.
Bardziej prawdopodobne są jednak naturalne przyczyny zgonu, np. gruźlica. Franciszek nigdy w pełni nie powrócił do zdrowia po powrocie z Hiszpanii.